# Verein für Leibesübungen Bochum 1848 1995-1996
Questa voce raccoglie le informazioni riguardanti il Verein für Leibesübungen Bochum 1848 nelle competizioni ufficiali della stagione 1995-1996.

## Stagione
Nella stagione 1995-1996 il Bochum, allenato da Klaus Toppmöller, concluse il campionato di 2. Bundesliga al 1º posto e fu promosso in Bundesliga. In Coppa di Germania il Bochum fu eliminato al primo turno dallo Sachsen Lipsia.

## Rosa
| N. |                     | Ruolo | Calciatore         |
| -- | ------------------- | ----- | ------------------ |
| 1  | Germania (bandiera) | P     | Uwe Gospodarek     |
| 2  | Germania (bandiera) | C     | Thomas Stickroth   |
| 3  | Germania (bandiera) | D     | Torsten Kracht     |
| 5  | Polonia (bandiera)  | D     | Tomasz Wałdoch     |
| 6  | Germania (bandiera) | C     | Peter Peschel      |
| 7  | Germania (bandiera) | C     | Kai Michalke       |
| 8  | Germania (bandiera) | A     | Peter Közle        |
| 9  | Polonia (bandiera)  | A     | Henryk Bałuszyński |
| 10 | Germania (bandiera) | C     | Dariusz Wosz       |
| 12 | Germania (bandiera) | D     | Christian Herrmann |
| 13 | Germania (bandiera) | D     | Max Eberl          |
| 13 | Germania (bandiera) | A     | Yves Gaugler       |
| 16 | Croazia (bandiera)  | C     | Filip Tapalović    |

| N. |                      | Ruolo | Calciatore        |
| -- | -------------------- | ----- | ----------------- |
| 17 | Germania (bandiera)  | C     | Frank Heinemann   |
| 18 | Germania (bandiera)  | A     | Roland Wohlfarth  |
| 19 | Germania (bandiera)  | D     | Mathias Jack      |
| 21 | Germania (bandiera)  | P     | Thomas Ernst      |
| 22 | Germania (bandiera)  | D     | Thomas Reis       |
| 23 | Germania (bandiera)  | A     | Holger Aden       |
| 24 | Islanda (bandiera)   | C     | Þórður Guðjónsson |
| 24 | Germania (bandiera)  | C     | Andreas Wieczorek |
| 30 | Polonia (bandiera)   | C     | Andrzej Rudy      |
| 31 | Germania (bandiera)  | P     | Stefan Wächter    |
| 31 | Germania (bandiera)  | C     | Thorsten Schmugge |
|    | Sudafrica (bandiera) | A     | Delron Buckley    |

## Organigramma societario
Area tecnica
- Allenatore: Klaus Toppmöller
- Allenatore in seconda: Ralf Zumdick
- Preparatore dei portieri:
- Preparatori atletici:

## Calciomercato

### Sessione estiva
| Acquisti | Acquisti          | Acquisti              | Acquisti |
| R.       | Nome              | da                    | Modalità |
| -------- | ----------------- | --------------------- | -------- |
| P        | Thomas Ernst      | FSV Francoforte       |          |
| P        | Uwe Gospodarek    | Bayern Monaco         |          |
| D        | Mathias Jack      | Rot-Weiss Essen       |          |
| A        | Peter Közle       | Duisburg              |          |
| D        | Torsten Kracht    | Lokomotive Lipsia     |          |
| D        | Thomas Reis       | Eintracht Francoforte |          |
| C        | Andrzej Rudy      | Colonia               |          |
| C        | Thorsten Schmugge | Saarbrücken           |          |
| C        | Thomas Stickroth  | Saarbrücken           |          |
| C        | Filip Tapalović   | Schalke 04 II         |          |

| Cessioni | Cessioni          | Cessioni            | Cessioni |
| R.       | Nome              | a                   | Modalità |
| -------- | ----------------- | ------------------- | -------- |
| D        | Sven Christians   | Wuppertal           |          |
| D        | Michael Frontzeck | Borussia M'gladbach |          |
| C        | Michael Hubner    | Erkenschwick        |          |
| C        | Robert Matiebel   | Bochum II           |          |
| C        | Paolo da Palma    | Saarbrücken         |          |
| D        | Rob Reekers       | Gütersloh           |          |
| D        | Uwe Schneider     | Hannover 96         |          |
| C        | Jörg Schwanke     | Union Berlino       |          |
| D        | Uwe Stöver        | Magonza             |          |
| C        | Markus von Ahlen  | Meppen              |          |
| C        | Uwe Wegmann       | Kaiserslautern      |          |
| P        | Andreas Wessels   | Fortuna Colonia     |          |

### Sessione invernale
| Acquisti | Acquisti | Acquisti | Acquisti |
| R.       | Nome     | da       | Modalità |
| -------- | -------- | -------- | -------- |

| Cessioni | Cessioni     | Cessioni         | Cessioni |
| R.       | Nome         | a                | Modalità |
| -------- | ------------ | ---------------- | -------- |
| A        | Eric Wynalda | S.J. Earthquakes |          |

## Risultati

### 2. Bundesliga

#### Girone di andata
| Duisburg 4 agosto 1995, ore 20:15 CEST 1ª giornata | Duisburg  | 0 – 0 referto | Bochum | Wedaustadion (16 000 spett.)\| Arbitro: \| Habermann \| |
| Arbitro:                                           | Habermann |               |        |                                                         |

| Arbitro: | Berg |

|                                |           |               |
| Peschel 25’ Wohlfarth 45’, 57’ | Marcatori | 90’ Akpoborie |

| Arbitro: | Buchhart |

|              |           |  |
| Michalke 18’ | Marcatori |  |

| Arbitro: | Frey |

|                                      |           |  |
| Jurgeleit 21’, 27’ van der Steen 59’ | Marcatori |  |

| Arbitro: | Rüdiger |

|                                        |           |  |
| Wosz 11’ Bałuszyński 85’ Wohlfarth 90’ | Marcatori |  |

| Arbitro: | Hilmes |

|                        |           |            |
| Mencel 38’ Günther 75’ | Marcatori | 32’ Kracht |

| Arbitro: | Dehmelt |

|                                            |           |            |
| Peschel 28’ Közle 45’, 75’ Bałuszyński 57’ | Marcatori | 86’ Thoben |

| Arbitro: | Friedrichs |

|  |           |                    |
|  | Marcatori | 84’, 89’ Wohlfarth |

| Arbitro: | Hauer |

|                                                   |           |  |
| Peschel 9’ Bałuszyński 25’ Michalke 33’ Közle 35’ | Marcatori |  |

| Arbitro: | Keßler |

|  |           |                               |
|  | Marcatori | 64’ Bałuszyński 88’ Stickroth |

| Arbitro: | Fandel |

|                         |           |                       |
| Kracht 14’ Michalke 85’ | Marcatori | 61’ Sobiech 74’ Reina |

| Arbitro: | Dörr |

|  |           |                                                           |
|  | Marcatori | 1’, 62’ Bałuszyński 29’ Kracht 61’ Michalke 90’ Wohlfarth |

| Arbitro: | Malbranc |

|                            |           |                |
| Közle 28’ Peschel 36’, 49’ | Marcatori | 7’ Oberleitner |

| Arbitro: | Kasper |

|  |           |                                           |
|  | Marcatori | 13’, 84’ Michalke 69’ Peschel 77’ Wałdoch |

| Arbitro: | Leimert |

|                |           |                  |
| Közle 57’, 66’ | Marcatori | 62’, 79’ Meißner |

| Arbitro: | Berg |

|            |           |                                         |
| Walter 61’ | Marcatori | 63’ Bałuszyński 71’ Gaugler 87’ Wynalda |

| Arbitro: | Hotop |

|                                       |           |  |
| Bałuszyński 29’ Közle 34’ Wynalda 76’ | Marcatori |  |

#### Girone di ritorno
| Arbitro: | Merk |

|  |           |             |
|  | Marcatori | 10’ Wohlert |

| Arbitro: | Keßler |

|               |           |  |
| Akpoborie 28’ | Marcatori |  |

| Arbitro: | Fleischer |

|                           |           |  |
| Daschner 32’ Borodjuk 50’ | Marcatori |  |

| Arbitro: | Schütz |

|                                         |           |            |
| Wałdoch 15’ Behnert 23’ (aut.) Wosz 68’ | Marcatori | 50’ Hempel |

| Arbitro: | Wack |

|  |           |             |
|  | Marcatori | 80’ Peschel |

| Arbitro: | Zerr |

|                            |           |  |
| Közle 10’, 11’ Peschel 57’ | Marcatori |  |

| Arbitro: | Müller |

|                     |           |                                   |
| Vorholt 24’ Lau 35’ | Marcatori | 47’ Kracht 58’ Stickroth 59’ Reis |

| Arbitro: | Fandel |

|                    |           |                     |
| Közle 70’ Rudy 81’ | Marcatori | 2’ Kovač 22’ Arnold |

| Arbitro: | Wagner |

|  |           |                |
|  | Marcatori | 85’ Guðjónsson |

| Arbitro: | Hilmes |

|                                       |           |             |
| Jack 40’ Guðjónsson 64’ Stickroth 84’ | Marcatori | 55’ Akonnor |

| Arbitro: | Koop |

|               |           |                                    |
| Groeleken 63’ | Marcatori | 26’ Michalke 43’ Közle 47’ Peschel |

| Bochum 10 maggio 1996, ore 20:00 CEST 29ª giornata | Bochum | 0 – 0 referto | Wolfsburg | Ruhrstadion (16 642 spett.)\| Arbitro: \| Fleske \| |
| Arbitro:                                           | Fleske |               |           |                                                     |

| Arbitro: | Habermann |

|                                             |           |                            |
| García 10’, 43’ Radlspeck 56’ Schmöller 79’ | Marcatori | 22’ Peschel 60’ Guðjónsson |

| Arbitro: | Wezel |

|           |           |               |
| Kracht 8’ | Marcatori | 3’ Holetschek |

| Arbitro: | Best |

|  |           |                       |
|  | Marcatori | 65’ Wosz 80’ Michalke |

| Arbitro: | Scheuerer |

|                           |           |  |
| Wohlfarth 83’ Peschel 88’ | Marcatori |  |

| Arbitro: | Strampe |

|              |           |  |
| Weißhaupt 7’ | Marcatori |  |

### Coppa di Germania
| Arbitro: | Fleischer |

|                      |           |               |
| Leitzke 3’ Gräfe 29’ | Marcatori | 63’ Wohlfarth |

## Statistiche

### Statistiche di squadra
| Competizione      | Punti | In casa | In casa | In casa | In casa | In casa | In casa | In trasferta | In trasferta | In trasferta | In trasferta | In trasferta | In trasferta | Totale | Totale | Totale | Totale | Totale | Totale | DR  |
| Competizione      | Punti | G       | V       | N       | P       | Gf      | Gs      | G            | V            | N            | P            | Gf           | Gs           | G      | V      | N      | P      | Gf     | Gs     | DR  |
| ----------------- | ----- | ------- | ------- | ------- | ------- | ------- | ------- | ------------ | ------------ | ------------ | ------------ | ------------ | ------------ | ------ | ------ | ------ | ------ | ------ | ------ | --- |
| 2. Bundesliga     | 69    | 17      | 11      | 5       | 1       | 39      | 13      | 17           | 10           | 1            | 6            | 29           | 17           | 34     | 21     | 6      | 7      | 68     | 30     | +38 |
| Coppa di Germania | -     | 0       | 0       | 0       | 0       | 0       | 0       | 1            | 0            | 0            | 1            | 1            | 2            | 1      | 0      | 0      | 1      | 1      | 2      | -1  |
| Totale            | 69    | 17      | 11      | 5       | 1       | 39      | 13      | 18           | 10           | 1            | 7            | 30           | 19           | 35     | 21     | 6      | 8      | 69     | 32     | +37 |

### Andamento in campionato
| Giornata  | 1 | 2 | 3 | 4 | 5 | 6 | 7 | 8 | 9 | 10 | 11 | 12 | 13 | 14 | 15 | 16 | 17 | 18 | 19 | 20 | 21 | 22 | 23 | 24 | 25 | 26 | 27 | 28 | 29 | 30 | 31 | 32 | 33 | 34 |
| --------- | - | - | - | - | - | - | - | - | - | -- | -- | -- | -- | -- | -- | -- | -- | -- | -- | -- | -- | -- | -- | -- | -- | -- | -- | -- | -- | -- | -- | -- | -- | -- |
| Luogo     | T | C | C | T | C | T | C | T | C | T  | C  | T  | C  | T  | C  | T  | C  | C  | T  | T  | C  | T  | C  | T  | C  | T  | C  | T  | C  | T  | C  | T  | C  | T  |
| Risultato | N | V | V | P | V | P | V | V | V | V  | N  | V  | V  | V  | N  | V  | V  | P  | P  | P  | V  | V  | V  | V  | N  | V  | V  | V  | N  | P  | N  | V  | V  | P  |
| Posizione | 8 | 2 | 2 | 6 | 2 | 7 | 4 | 3 | 3 | 2  | 2  | 1  | 1  | 1  | 1  | 1  | 1  | 1  | 1  | 1  | 1  | 1  | 1  | 1  | 1  | 1  | 1  | 1  | 1  | 1  | 1  | 1  | 1  | 1  |

Legenda:

Luogo: C = Casa; T = Trasferta. Risultato: V = Vittoria; N = Pareggio; P = Sconfitta.

### Statistiche dei giocatori
!! colspan="4" | Totale

| Giocatore      | 2. Bundesliga | 2. Bundesliga | 2. Bundesliga | 2. Bundesliga | Coppa di Germania H. Aden | Coppa di Germania H. Aden | Coppa di Germania H. Aden | Coppa di Germania H. Aden | 0        | 0    | 0           | 0          | 0 | 0 | 0 | 0 | 0 | 0 | 0 | 0 |
| Giocatore      | Presenze      | Reti          | Ammonizioni   | Espulsioni    | Presenze                  | Reti                      | Ammonizioni               | Espulsioni                | Presenze | Reti | Ammonizioni | Espulsioni |   |   |   |   |   |   |   |   |
| H. Bałuszyński | 28            | 8             | 4             | 0             | 1                         | 0                         | 0                         | 0                         | 29       | 8    | 4           | 0          |   |   |   |   |   |   |   |   |
| D. Buckley     | 3             | 0             | 0             | 0             | 0                         | 0                         | 0                         | 0                         | 3        | 0    | 0           | 0          |   |   |   |   |   |   |   |   |
| M. Eberl       | 5             | 0             | 0             | 0             | 1                         | 0                         | 1                         | 0                         | 6        | 0    | 1           | 0          |   |   |   |   |   |   |   |   |
| T. Ernst       | 1             | 0             | 0             | 0             | 0                         | 0                         | 0                         | 0                         | 1        | 0    | 0           | 0          |   |   |   |   |   |   |   |   |
| Y. Gaugler     | 11            | 1             | 0             | 0             | 1                         | 0                         | 0                         | 0                         | 12       | 1    | 0           | 0          |   |   |   |   |   |   |   |   |
| U. Gospodarek  | 33            | 0             | 1             | 0             | 1                         | 0                         | 0                         | 0                         | 34       | 0    | 1           | 0          |   |   |   |   |   |   |   |   |
| Þ. Guðjónsson  | 28            | 3             | 2             | 0             | 1                         | 0                         | 0                         | 0                         | 29       | 3    | 2           | 0          |   |   |   |   |   |   |   |   |
| F. Heinemann   | 1             | 0             | 1             | 0             | 0                         | 0                         | 0                         | 0                         | 1        | 0    | 1           | 0          |   |   |   |   |   |   |   |   |
| C. Herrmann    | 16            | 0             | 1             | 0             | 0                         | 0                         | 0                         | 0                         | 16       | 0    | 1           | 0          |   |   |   |   |   |   |   |   |
| M. Jack        | 27            | 1             | 3             | 0             | 1                         | 0                         | 0                         | 0                         | 28       | 1    | 3           | 0          |   |   |   |   |   |   |   |   |
| T. Kracht      | 33            | 5             | 9             | 0             | 0                         | 0                         | 0                         | 0                         | 33       | 5    | 9           | 0          |   |   |   |   |   |   |   |   |
| P. Közle       | 33            | 11            | 6             | 0             | 1                         | 0                         | 0                         | 0                         | 34       | 11   | 6           | 0          |   |   |   |   |   |   |   |   |
| K. Michalke    | 32            | 8             | 4             | 1             | 1                         | 0                         | 0                         | 0                         | 33       | 8    | 4           | 1          |   |   |   |   |   |   |   |   |
| P. Peschel     | 31            | 11            | 6             | 0             | 1                         | 0                         | 1                         | 0                         | 32       | 11   | 7           | 0          |   |   |   |   |   |   |   |   |
| T. Reis        | 31            | 1             | 5             | 1             | 1                         | 0                         | 0                         | 0                         | 32       | 1    | 5           | 1          |   |   |   |   |   |   |   |   |
| A. Rudy        | 14            | 1             | 2             | 0             | 0                         | 0                         | 0                         | 0                         | 14       | 1    | 2           | 0          |   |   |   |   |   |   |   |   |
| T. Schmugge    | 8             | 0             | 0             | 0             | 0                         | 0                         | 0                         | 0                         | 8        | 0    | 0           | 0          |   |   |   |   |   |   |   |   |
| T. Stickroth   | 32            | 3             | 10            | 0             | 1                         | 0                         | 0                         | 0                         | 33       | 3    | 10          | 0          |   |   |   |   |   |   |   |   |
| F. Tapalović   | 5             | 0             | 0             | 0             | 0                         | 0                         | 0                         | 0                         | 5        | 0    | 0           | 0          |   |   |   |   |   |   |   |   |
| T. Wałdoch     | 25            | 2             | 2             | 0             | 1                         | 0                         | 1                         | 0                         | 26       | 2    | 3           | 0          |   |   |   |   |   |   |   |   |
| A. Wieczorek   | 3             | 0             | 0             | 0             | 0                         | 0                         | 0                         | 0                         | 3        | 0    | 0           | 0          |   |   |   |   |   |   |   |   |
| R. Wohlfarth   | 24            | 7             | 1             | 0             | 1                         | 1                         | 0                         | 0                         | 25       | 8    | 1           | 0          |   |   |   |   |   |   |   |   |
| D. Wosz        | 31            | 3             | 10            | 1             | 1                         | 0                         | 0                         | 0                         | 32       | 3    | 10          | 1          |   |   |   |   |   |   |   |   |
| E. Wynalda     | 7             | 2             | 1             | 0             | 0                         | 0                         | 0                         | 0                         | 7        | 2    | 1           | 0          |   |   |   |   |   |   |   |   |
| S. Wächter     | 0             | 0             | 0             | 0             | 0                         | 0                         | 0                         | 0                         | 0        | 0    | 0           | 0          |   |   |   |   |   |   |   |   |